# Spoorlijn Borgstede - Bramloge
De spoorlijn Borgstede - Bramloge was een Duitse spoorlijn, die als spoorlijn 1533 onder beheer stond van DB Netze.

## Geschiedenis
De lijn werd door de Großherzoglich Oldenburgische Eisenbahn geopend op 1 januari 1893. In 1954 is het personenvervoer opgeheven. Het goederenvervoer werd in 1966 stilgelegd, waarna de lijn werd opgebroken.